# Órgano del Centro Nacional de las Artes

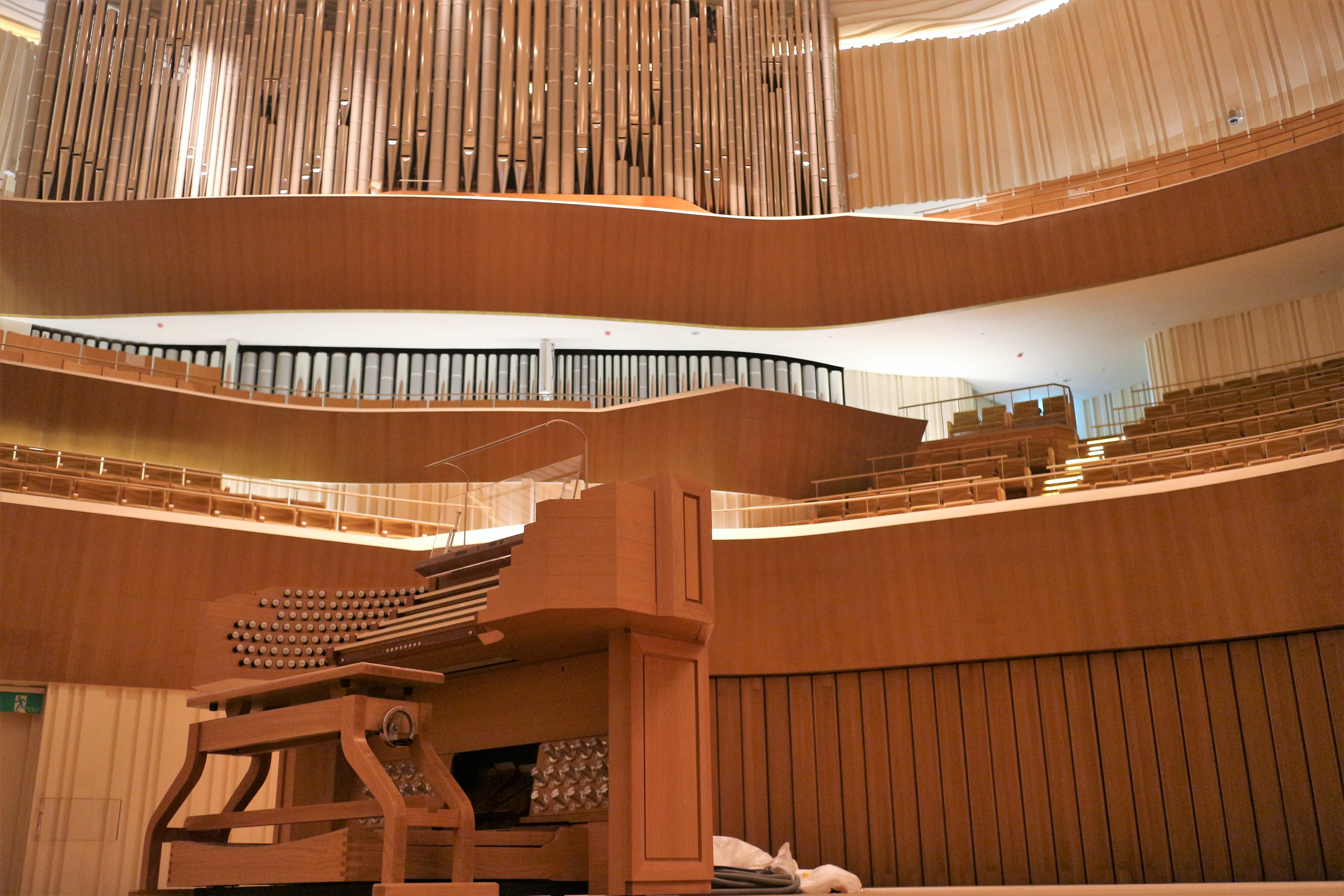
Consola principal en el escenario con el órgano sinfónico de fondo.

El órgano del Centro Nacional de las Artes es un instrumento emplazado en dicho centro cultural en la ciudad de Kaohsiung, República de China, se compone de dos órganos a los lados del escenario que se pueden tocar tanto juntos como por separado, en total disponen de 127 registros y 9085 tubos, tratándose del órgano más grande construido en Asia, además de ser el instrumento más grande fabricado por la firma Klais Orgelbau, siendo también el instrumento de mayor porte hecho por una empresa alemana. El instrumento junto a la sala de conciertos se inauguró en 2018.
El gran órgano sinfónico sigue la estética sonora del romanticismo francés, mientras que el órgano de coro se inclina más hacia los modelos del barroco alemán. Cuenta con tres consolas. La consola anexa del órgano sinfónico y la consola de escenario son prácticamente idénticas en cuanto a diseño y equipamiento. Desde ambas consolas se pueden tocar ambos órganos. El órgano de coro cuenta con su propia consola anexa. Ambos instrumentos cuentan con acción mecánica para las notas mientras que los registros se accionan eléctricamente. La consola del escenario tiene acción eléctrica tanto para los registros como para las notas. El órgano fue instalado en tres años.

## Características
El instrumento esta compuesto por dos órganos situados a los dos lados del escenario, uno llamado sinfónico, el de mayor tamaño, y el otro llamado órgano de eco. El sinfónico se ubica derecha del escenario, pesa 40 toneladas y mide 15 metros de ancho por 18 de alto y 5 de profundidad. Tiene 7169 tubos, controlados por 102 registros mediante una consola de cinco manuales y pedalera. Los timbres acústicos del órgano se diseñaron según la estética del romanticismo francés. El órgano de eco está ubicado a la izquierda del escenario, pesa 10 toneladas, y mide 4 metros de ancho por 9 de alto y 4 de profundidad. Tiene un sistema de aire independiente al otro órgano, que alimenta 1916 tubos, controlados por 25 registros mediante una consola con dos teclados manuales independientes y pedalera. La selección de timbres acústicos del órgano evoca la música del barroco alemán. Los tubos están dispuestos de forma asimétrica, además cuenta con 177 tubos decorativos no sonoros con forma de caña de bambú.
Cuenta con tres consolas, una para el órgano sinfónico, otra para el órgano de eco, y una general que suele estar en el escenario. Ambos órganos están equipados de forma independiente con una consola mecánica conectada físicamente a los órganos. La consola del primero también incluye los registros y pistones del segundo, lo que permite a los organistas tocar ambos órganos simultáneamente. Además de estas dos consolas mecánicas, el órgano cuenta con una consola móvil que normalmente se usa en el escenario, la misma es idéntica en apariencia a la consola del órgano sinfónico, y está conectada para comandar ambos órganos mediante el sistema de alimentación, lo que permite a los organistas tocar en ambos desde cualquier lugar del escenario.
Puede utilizarse con estándares de afinación modernos y tradicionales empleando un la de 415 Hz, 442 Hz o 465 Hz, lo que permite tocar ambos órganos en dúo o individualmente, e incluso colaborar en diversas interpretaciones musicales que involucran grandes orquestas, orquestas de cámara, conjuntos de cámara barrocos, coros, solistas o actividades educativas. Esto permite a los organistas elegir entre un amplio repertorio de estilos que abarca un amplio período de 400 años.

## Disposición
El instrumento se compone de dos órganos situados a los dos lados del escenario que se pueden tocar tanto juntos como por separado, en total disponen de 127 registros y 9085 tubos.

### Órgano Sinfónico
| I Positiv expressiv C–c4 |        |
| Quintaton                | 16′    |
| Montre                   | 8′     |
| Salicional               | 8′     |
| Bourdon                  | 8′     |
| Unda maris               | 8′     |
| Flûte ouverte            | 4′     |
| Violon                   | 4′     |
| Chœur de Violes IV       | 2 2/3′ |
| Basson                   | 16′    |
| Horn                     | 8′     |
| Chœur de Rossignols      |        |
| Trémolo                  |        |

| II Grand-orgue C–c4 |        |
| Montre              | 16′    |
| Bourdon             | 16′    |
| Montre              | 8′     |
| Salicional          | 8′     |
| Flûte harmonique    | 8′     |
| Bourdon             | 8′     |
| Grosse Quinte       | 5 1/3′ |
| Prestant            | 4′     |
| Flûte ouverte       | 4′     |
| Grosse Tierce       | 3 1/5′ |
| Quinte              | 2 2/3′ |
| Septième            | 2 2/7′ |
| Doublette           | 2′     |
| Cornet V            | 8′     |
| Fourniture VI       | 2′     |
| Cymbale VI          | 1 1/3′ |
| Bombarde            | 16′    |
| Trompette           | 8′     |
| Chamade (SO)        | 16′    |
| Chamade (SO)        | 8′     |
| Chamade (SO)        | 4′     |

| III Récit expressiv C–c4 |        |
| Bourdon                  | 16′    |
| Diapasón                 | 8′     |
| Flûte harmonique         | 8′     |
| Viole de Gambe           | 8′     |
| Voix céleste             | 8′     |
| Octave                   | 4′     |
| Flûte octaviante         | 4′     |
| Nazard harmonique        | 2 2/3′ |
| Octavin                  | 2′     |
| Tierce harmonique        | 1 3/5′ |
| Carillon IV              | 2 2/3′ |
| Cornet harmonique V      | 8′     |
| Plein jeu VI             | 2′     |
| Bombarde                 | 16′    |
| Trompette harmonique     | 8′     |
| Hautbois                 | 8′     |
| Voix humaine             | 8′     |
| Clairon                  | 4′     |
| Trémolo                  |        |

| IV. Grand-Chœr C–c4  |        |
| Principal            | 8′     |
| Bourdon              | 8′     |
| Octave               | 4′     |
| Nazard               | 2 2/3′ |
| Quarte               | 2′     |
| Tierce               | 1 3/5′ |
| Larigot              | 1 1/3′ |
| Septième             | 1 1/7′ |
| Sifflet              | 1′     |
| Grosse Fourniture VI | 2 2/3′ |
| Cymbale VI           | 1′     |
| Grosse Trompette     | 8′     |
| Cromorne             | 8′     |
| Gros Clairon         | 4′     |
| Trémolo              |        |

| V SOLO C–c4      |     |
| Flûte majeur     | 8′  |
| Gambe            | 8′  |
| Voix céleste     | 8′  |
| Flûte de Concert | 4′  |
| Grande Bombarde  | 16′ |
| Trompette        | 8′  |
| Cor anglais      | 8′  |
| Clairon          | 4′  |
| Chamade          | 16′ |
| Chamade          | 8′  |
| Chamade          | 4′  |

| Pédale C–g1          |         |
| Voix de Baleine      | 64′     |
| Flûte                | 32′     |
| Soubasse             | 32′     |
| Basse acoustique     | 32′     |
| Flûte                | 16′     |
| Principalbasse (G-O) | 16′     |
| Soubasse             | 16′     |
| Bourdon (G-O)        | 16′     |
| Grosse Quinte        | 10 2/3′ |
| Flûte                | 8′      |
| Octave               | 8′      |
| Bourdon              | 8′      |
| Grosse Tierce        | 6 2/5′  |
| Quinte               | 5 1/3′  |
| Septième             | 4 4/7′  |
| Octave               | 4′      |
| Flûte                | 4′      |
| Petite Quinte        | 2 2/3′  |
| Petite Flûte         | 2′      |
| Piccolino            | 1′      |
| Mixture VI           | 2 2/3′  |
| Contre Bombarde      | 32′     |
| Ière Bombarde        | 16′     |
| IIème Bombarde (SO)  | 16′     |
| Ière Trompette       | 8′      |
| IIème Trompette (SO) | 8′      |
| Clairon              | 4′      |

### Órgano de coro
| I Hauptwerk C–c4 |        |
| Quintadena       | 16′    |
| Principal        | 8′     |
| Gedackt          | 8′     |
| Gamba            | 8′     |
| Octave           | 4′     |
| Quinte           | 2 2/3′ |
| Superoctave      | 2′     |
| Mixtur V         | 1 1/3′ |
| Trompete         | 8′     |

| II Oberwerk C–c4 |        |
| Gedackt          | 8′     |
| Quintadena       | 8′     |
| Principal        | 4′     |
| Rohrflöte        | 4′     |
| Waldflöte        | 2′     |
| Quinte           | 1 1/3′ |
| Sesquialtera II  | 2 2/3′ |
| Scharff IV       | 1′     |
| Dulcian          | 8′     |
| Tremulant        |        |

| Pedal C–g1    |        |
| Subbass       | 16′    |
| Principal     | 8′     |
| Gedackt       | 8′     |
| Octave        | 4′     |
| Hintersatz IV | 2 2/3′ |
| Fagott        | 16′    |
| Trompete      | 8′     |